# Shahrestān di Nushahr
Lo shahrestān di Nushahr o Noshahr (farsi شهرستان نوشهر) è uno dei 20 shahrestān della provincia del Mazandaran, il capoluogo è Nushahr. Lo shahrestān è suddiviso in 2 circoscrizioni (bakhsh): 
- Centrale (بخش مرکزی)
- Kojur (بخش كجور)